# 沖洲マリンターミナル
沖洲マリンターミナル（おきのすマリンターミナル）は、徳島県徳島市東沖洲のマリンピア沖洲内にある多目的ホールを中心とする複合文化施設で、1994年6月1日完成、同年6月9日に開業した。かつては神戸・大阪・関西国際空港・和歌山方面に高速船が発着するターミナルであったが、現在その機能はなく、館内には貸しホールのほか、徳島小松島港開発事務所、徳島県立人権教育啓発推進センター、本四海峡バス（高速バス乗車券の販売も行なう）の事務所が入居し、路線バスの一部が発着するバスターミナルとしての機能も持つようになっている。

## 施設概要
- 面積 - 約140m2（50名程度収容可能）
- 形状 - 扇形
- 〒770-0865 徳島県徳島市南末広町6-36 総合土木庁舎3階（徳島県徳島小松島港開発事務所） - 沖洲マリンターミナルに関するお問い合わせ窓口

## 沿革
- 1994年（平成6年）
  - 6月1日 - 関西国際空港へのアクセス及び分散していた高速船の基地として完成。
  - 6月9日 - 開業。
- 1998年（平成10年）4月5日 - 徳島高速船による神戸港（中突堤）発着便、関西国際空港発着便、大阪港（天保山）発着便の廃止。
- 2002年（平成14年）2月1日 - 南海フェリーによる和歌山港発着便の廃止により海上ターミナル機能がなくなる。
- 2013年（平成25年）10月1日 - 高速バス徳島マリンピア停留所廃止[1]。

## バス

### 高速バス
- 阿波エクスプレス大阪号
- 阿波エクスプレス神戸号

どちらも2013年9月30日まで本四海峡バスの担当全便が発着していた。（西日本ジェイアールバス・ジェイアール四国バス担当便は全便徳島駅前始発・終着）なお案内上のバス停名称は「徳島マリンピア」となっていた。

### 路線バス
- 徳島市営バス徳島駅前行（徳島駅からは徳島市バスターミナル6番のりばより「沖洲マリンターミナル」または「中央卸売市場」行き便が発着または経由する）。